# Manastir Dragović
Manastir Dragović je srpski pravoslavni manastir smješten nedaleko od grada Vrlike, uz Peručko jezero. Radi se o rekonstrukciji manastirskih zgrada iz 18. i 19. stoljeća na novoj lokaciji, koje su iz temelja izgrađene pedesetih godina 20. stoljeća.

## Položaj
Nalazi se u selu Koljane, na lokaciji Vinogradi u zaselku Dragović. 

## Povijest
Pretpostavlja se da je manastir osnovan krajem 16. stoljeća, no napušten je zbog nestabilnosti tla na kojem je bio izgrađen. Stoga je izgrađen novi manastir čija je gradnja započela 1777. godine, a završila 1867. godine. Pedesetih godina 20. stoljeća manastir je potopljen prilikom izgradnje hidroelektrane na rijeci Cetini i formiranja Peručkog jezera. Pri gradnji novije manastirske crkve upotrijebljeni su ulomci pletera s prvobitne starohrvatske crkve ili s obližnje starohrvatske trobrodne bazilike iz IX. stoljeća. Prema nekim autorima, manastir Dragović osnovan je tek krajem 17. stoljeća, kad je dalmatinskom unijatskom biskupu Nikodimu Busoviću dodijeljen nekorišteni katolički samostan Dragović na Cetini.
U "Shematizmu" Eparhije dalmatinske, objavljenom do kraja 19. stoljeća, navodi se da nema podataka o vremenu osnivanja manastira. Prema neutemeljenoj narodnoj priči iz 19. stoljeća, koju je Nikodim Milaš u svojoj knjizi "Pravoslavna Dalmacija" (1901.) pogrešno predstavio kao povijesnu činjenicu, manastir Dragović navodno je izgrađen 1395. godine, šest godina nakon Kosovske bitke. Prema toj priči, manastir je nastao nakon smrti bosanskog kralja Tvrtka, kada su se, prema navodima, Srbi iz Bosne masovno doselili u Dalmaciju i ondje podigli ovaj manastir. Vezano za ovu legendu valja spomenuti mišljenje dr. Sedada Bešlije da u Bosni do sredine 15. stoljeća nije bilo institucionalnog pravoslavlja, već se pravoslavlje u Bosni proširilo tek napredovanjem Osmanlija. Sredinom 15. stoljeća pravoslavlje je bilo prisutno samo u istočnim i jugoistočnim dijelovima Bosne.